# Kostel svatého Ducha (Nitra)
Kostel svatého Ducha (slovensky Kostol Svätého Ducha) je evangelický kostel v Nitře. Základní kámen byl položen na Vánoce v roce 1995. Kostel byl vysvěcen dne 11. června 2000 (Svatodušní neděle). Stavba vznikla podle návrhu Ing. arch. Ľubomíra Závodného a Ing. arch. Juraje Polyáka.
Komplex kostela se skládá ze tří funkčně samostatných, ale stavebně propojených celků. Střední část tvoří elipsovitá chrámová loď s chórem, plná světla a s dřevěným stropem, evokujícím trup. Prostoru dominuje šest metrů vysoký bronzový kříž s otiskem těla ukřižovaného Ježíše Krista a ve středu lodi je umístěna křtitelnice, obě díla od akad. sochaře Milana Lukáče. Chrámová loď je z velké části orientována svými okny směrem do ulice. Z levého boku se na chrámovou loď připojují společenská místnost, kuchyň a skladové prostory.
Kostel díky svému charakteristickému architektonickému řešení byl v roce 2001 nominován na prestižní cenu Dušana Jurkoviče, která se uděluje v oblasti architektury.